# Krikoumbilica
Krikoumbilica es un género de foraminífero bentónico de la familia Oberhauserellidae, de la superfamilia Duostominoidea, del suborden Robertinina y del orden Robertinida. Su especie tipo es Krikoumbilica pileiformis. Su rango cronoestratigráfico abarca desde el Anisiense hasta el Ladiniense (Triásico medio).

## Clasificación
Krikoumbilica incluye a las siguientes especies:
- Krikoumbilica compressa †
- Krikoumbilica pileiformis †